# Justicia axiologa
Justicia axiologa är en akantusväxtart som först beskrevs av Emery Clarence Leonard, och fick sitt nu gällande namn av John Richard Ironside Wood. Justicia axiologa ingår i släktet Justicia och familjen akantusväxter. Inga underarter finns listade i Catalogue of Life.